# Youstin Salas
Youstin Delfín Salas Gómez (* 17. Juni 1996 in Cariari) ist ein costa-ricanischer Fußballnationalspieler.

## Karriere

### Verein
Er startete seine Karriere bei Santos de Guápiles, wo er am 23. April 2014 seinen ersten 58-minütigen Einsatz hatte. Es blieb aber in der Saison sein einziger Einsatz. Auch in der folgenden Saison kam er nur einmal zum Einsatz und auch nur für neun Minuten. Erst in seinem dritten Jahr hatte er mehr Einsatzzeiten. Er erreichte mit der Mannschaft das Finale der CONCACAF League 2017 gegen CD Olimpia. Nachdem beide Mannschaften ihr Heimspiel mit 0:1 verloren hatten, musste das Elfmeterschießen entscheiden, das mit 1:4 verloren wurde. 2018 wechselte er dann zu CS Herediano, brachte es dort aber nur auf sechs Einsätze. Im Finalrückspiel der CONCACAF League 2018 wurde er zwei Minuten vor dem Spielende eingewechselt. Seine Mitspieler hatten das Hinspiel mit 2:0 gegen CD Motagua aus Honduras gewonnen, so dass sie die 1:2-Niederlage im Rückspiel verkraften konnten. Im Juni 2019 wurde er und weitere Mitspieler an UCR FC verliehen und im Januar 2020 an AD Municipal Grecia FC, wo er zum Stammspieler wurde. Nach drei Spielzeiten kehrte er  Ende Juni 2022 zurück zu CS Herediano, wurde aber sofort an Deportivo Saprissa weiterverkauft.

### Nationalmannschaft
Im Dezember 2012 nahm er mit der U-17-Mannschaft an der Qualifikation zur CONCACAF U-17-Meisterschaft 2013 teil und kam beim Turnier in Guatemala zu drei Einsätzen. Als Gruppenzweite qualifizierten sich die Costa-Ricaner für die Endrunde, bei der er aber nicht eingesetzt wurde.
Sein Debüt in der costa-ricanischen Nationalmannschaft hatte er am 13. November 2021 bei einer 0:1-Niederlage gegen Kanada bei der Qualifikation für die Weltmeisterschaft 2022. Hier stand er in der Startelf und wurde dann in der 64. Minute für Keysher Fuller ausgewechselt. Beim torlosen Remis im Qualifikationsspiel gegen Mexiko am 30. Januar 2022 spielte er über 90 Minuten und beim 1:0-Sieg gegen Jamaika am 2. Februar, wurde er in der 75. Minute eingewechselt. Danach wurde zwar für die letzten Qualifikationsspiele nominiert, aber nicht eingesetzt.
Am 3. November 2022 wurde er für die WM in Katar nominiert. Bei der WM wurde er beim 1:0-Sieg gegen Japan in der 89. Minute eingewechselt und bei der 2:4-Niederlage gegen Deutschland zur zweiten Halbzeit.

## Erfolge
- Sieger der CONCACAF League 2018